# Weißbauch-Phoebetyrann

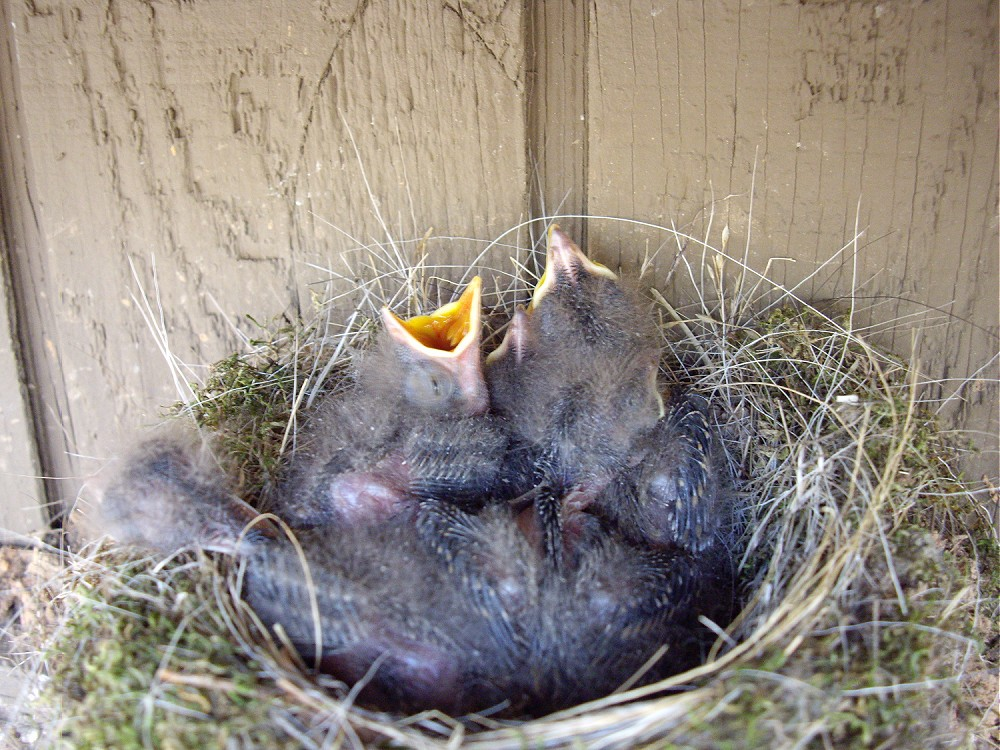
Nestlinge des Weißbauch-Phoebetyrannen

Der Weißbauch-Phoebetyrann (Sayornis phoebe) ist ein amerikanischer Schreivogel. Der Name der langschwänzigen Tyrannen stammt von dem im Sommer sowohl von Männchen als auch von Weibchen ständig vorgetragenen, zweisilbigen Gesang ("fii-bii"). Auf Englisch klingt das ähnlich wie der Frauenname Phoebe.

## Merkmale
Der Weißbauch-Phoebetyrann erreicht eine Körperlänge von 14 bis 17 Zentimetern und eine Flügelspannweite von 26 bis 28 Zentimetern. Sein Gewicht liegt zwischen 16 und 21 Gramm. Es besteht kein nennenswerter Geschlechtsdimorphismus, außer dass die Weibchen eher ein wenig kleiner als die Männchen bleiben. 
Die Kehle sowie die Brust und der Bauch sind weißlich gefärbt, was auch zur deutschsprachigen Namensgebung geführt hat. Seitlich zeigt die Brust einen hellgrauen Übergang zum graubraun bis olivbraun gefärbten Obergefieder. Die Flügel können, besonders im Herbst, weißliche Säume zeigen. Der Kopf wirkt im Verhältnis zum Körper groß und hat eine etwas dunklere Braunfärbung als das umgebende Gefieder. Der Schnabel ist kurz, dünn und spitz und damit zum Ergreifen von Insekten gut geeignet. Er ist wie die Beine schwarz gefärbt. Der Augenring und die Iris sind ebenfalls schwarz.

## Verbreitung und Lebensraum
Die Brutgebiete des Weißbauch-Phoebetyrannen liegen im Osten der Vereinigten Staaten und im südöstlichen bis zentralen Kanada. Aus den nördlichen Verbreitungsgebieten zieht er im September und November in seine Winterquartiere in Mexiko und im Süden der USA. Er gilt als einer der ersten Zugvögel, die innerhalb Nordamerikas im Frühjahr wieder in ihre Brutgebiete zurückkehren. Im südöstlichen Verbreitungsgebiet innerhalb der USA bleibt er ganzjährig im Brutgebiet.
Der Weißbauch-Phoebetyrann gilt als Kulturfolger, da viele vom Menschen errichtete Strukturen wie Mauervorsprünge, Regenrinnen, Brücken oder Abzugskanäle seinen Nistgewohnheiten entgegenkommen. Vor der dichten Besiedlung Nordamerikas durch den Menschen, errichtete er seine Nester auf geschützten Felsvorsprüngen. Der Weißbauch-Phoebetyrann ähnelt damit in seinen Ansprüchen der Rauchschwalbe, deren verlassene Nester er zuweilen benutzt. 
Der Weißbauch-Phoebetyrann braucht bewaldete Gebiete mit dichtem Unterholz und Gewässern in der Nähe seines Nests. Dieses Habitat bietet im Schutz und Tarnung sowie Ansitze, von denen aus er Jagd auf Insekten machen kann.

## Lebensweise
Die Weißbauch-Phoebetyrannen leben meist als Einzelgänger. Nur in der Paarungszeit treffen die beiden Geschlechter aufeinander und bleiben eine Saison lang zusammen, sie sind aber nur selten als Pärchen zu sehen. Wie alle Vertreter der Vogelfamilie der Tyrannen verteidigt auch der Weißbauch-Phoebetyrann sein Revier mit lautem Schreien und gewagten Flugmanövern gegen Eindringlinge, auch wenn diese wesentlich größer sind als er. 
Die Jagd nach fliegenden Insekten findet vom Ansitz aus statt. Im Winter werden auch Früchte und Samen gefressen.

## Fortpflanzung

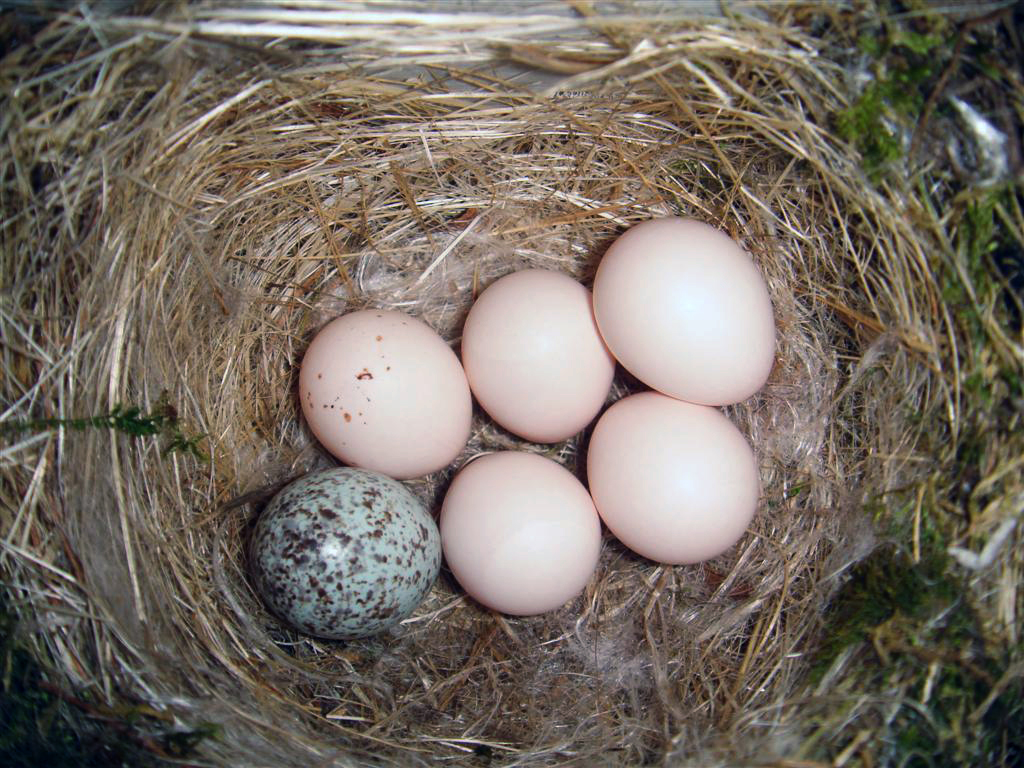
Ein Ei des Braunkopf-Kuhstärlings im Nest des Weißbauch-Phoebetyrannen

Das Nest ist napfförmig und wird vom Weibchen mit Schlamm und Pflanzenmaterial unter Brücken oder an Gebäuden gebaut. Das Gelege umfasst 3–5 Eier, diese sind weißlich und haben manchmal braune Sprenkel auf der breiteren Seite des Eis. Braunkopf-Kuhstärlinge legen ihre Eier oft in die Nester des Weißbauch-Phoebetyrannen.

## Forschungsgeschichte
Der erste Vogel, der in Nordamerika beringt wurde, war ein Weißbauch-Phoebetyrann. Der Ornithologe John James Audubon beringte ihn 1804, um seine jährliche Rückkehr ins Brutgebiet nachweisen zu können. Die Beringung kann auch Aufschluss über die Lebensdauer der Vögel geben. So wurde im Jahr 1989 in der kanadischen Provinz Alberta ein Weißbauch-Phoebetyrann gefunden, der 10 Jahre zuvor in Iowa im Alter von vier Monaten beringt worden war.